# Нугзаров, Тамерлан Темирсолтанович
Тамерлан Темирсолтанович Нугзаров (1 июня 1942, Барсуки — 24 мая 2020, Ярославль) — цирковой наездник, дрессировщик, руководитель конно-балетного спектакля «Горская легенда о любви», народный артист РСФСР (1985), лауреат Государственной премии Российской Федерации (1995). Обладатель «Золотого клоуна» на Международном цирковом фестивале в Монте-Карло (1984)

## Биография
Родился 1 июня 1942 года в ингушском селении Барсуки. Его отец — ингуш, мать — осетинка. 23 февраля 1944 года его отец Темирсолт Хабриев был отправлен в ссылку. Отец увидел сына только спустя более 23 лет.
Тамерлана воспитывали бабушка и дедушка. Дед, царский офицер, доживший до 101 года, привил внуку любовь к лошадям. После смерти бабушки в 1952 году Тамерлан самостоятельно пришёл в местный детский дом.
В 1958 году мать Тамерлана вышла замуж за циркового наездника Казбека Борисовича Нугзарова. С 1922 года К. Б. Нугзаров выступал в конном номере Алибека Кантемирова, а затем создал собственный номер. В течение года Тамерлан работал служащим по уходу за лошадьми у Нугзарова, а с 1958 года начал участвовать в номере в качестве артиста.
В 1962—1965 годах участвовал в цирковой пантомиме «Бахчисарайская легенда» дрессировщика Б. П. Манжелли (настоящая фамилия Шевченко).
В 1963 году Народный артист РСФСР Михаил Туганов собрал группу молодых и наиболее талантливых цирковых наездников для выступления в Париже. Среди них был и Нугзаров.
В 1971 году с помощью Махмуда Эсамбаева он создал конный номер «Горская легенда». Сценарий написал и осуществил постановку сам Тамерлан Нугзаров. Ему оказал помощь балетмейстер-постановщик Топа Элимбаев. Прежде цирковая программа с участием лошадей состояла из отдельных номеров. В новом номере Нугзарова она получила сюжетную линию. По обычаю некоторых кавказских народов, если женщина, сорвав с головы платок, бросает его между враждующими сторонами, междоусобица должна быть прекращена. С этим номером труппа Нугзарова побывала в 25 странах, в некоторых по нескольку раз, выступала на самых престижных площадках: Радио-сити-мьюзик-холл, Мэдисон-сквер-гарден (США), театр «Каре» в Амстердаме (Нидерланды) и других. В Детройте (США) каждое представление собирало в течение семи дней по 25 тысяч, а в Винер Штадт-халле (Австрия) и Дойчланд-халле (Германия) — по 15 тысяч зрителей.
Махмуд Эсамбаев сказал:
Его «Горская легенда» — это сплав восторга и риска, блаженства и отчаяния, технического совершенства и актёрского мастерства. Блестящая джигитовка, бешеный темп, удивительная лёгкость и изящество всех трюков. Здесь каждый штрих работает на образ, на яркую индивидуальность актёров — и хореография, и музыка, и костюмы.
С 1984 года в номере начали работать его супруга и старший сын Юрий, а с 1989 года — также младший сын Тамерлан. Некоторые из участников номера впоследствии создали собственные номера. В 1995 году за номер «Горская легенда» Тамерлан Нугзаров был отмечен Государственной премией РФ в области искусства и литературы.
В 1997 году Нугзаров и его супруга создали цирковой коллектив «Моя Россия». В 2007 году они начали готовить новый конный спектакль под названием «Сказка».

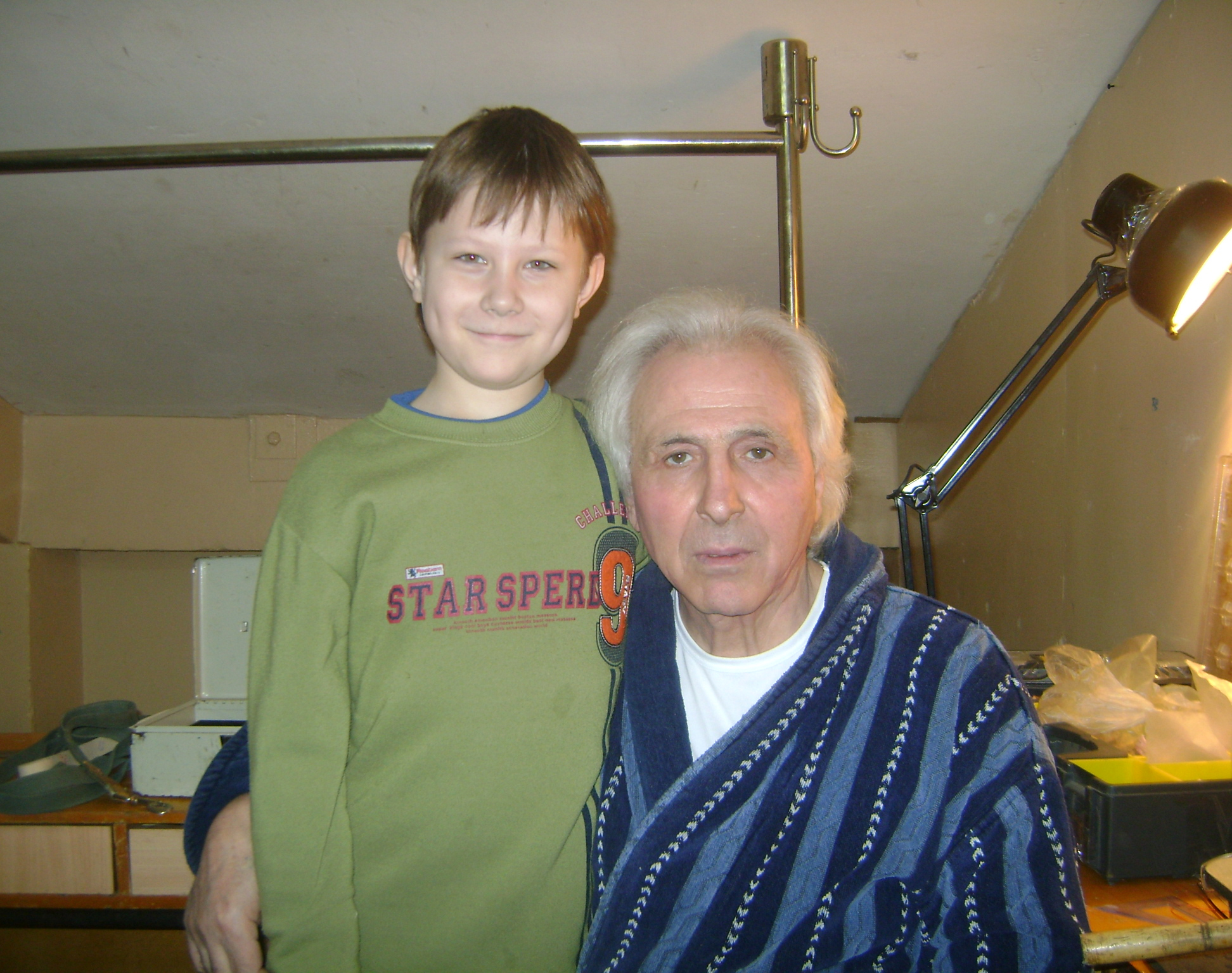
Тамерлан Нугзаров со зрителем в 2011 году

17 сентября 2011 года в Тверском цирке Тамерлан Нугзаров представил зрителям новый уникальный цирковой спектакль «Вива, Зорро!». Главную роль в спектакле исполнил сын Т.Нугзарова, Заслуженный артист России — Тамерлан Нугзаров-младший. Артисты программы «Вива, Зорро!» предстали в образе энергичных страстных мексиканцев и продемонстрировали зрителям не только профессиональное мастерство в сфере циркового искусства, но и навыки отважных фехтовальщиков и драматических актёров. Спектакль с большим успехом был показан на манеже Большого Московского цирка в 2012 году.
До последних дней своей жизни участвовал в цирковых представлениях. Скончался 24 мая 2020 года в Ярославле, где находился на гастролях. Соболезнования в связи со смертью выдающегося артиста российского цирка поступали со всех уголков мира. Урна с прахом захоронена на Донском кладбище.

## Награды и звания
- Орден Почёта (2013).
- Орден Дружбы (2002).
- Народный артист РСФСР (1985).
- Заслуженный артист РСФСР (1980).
- Государственная премия Российской Федерации в области литературы и искусства (1995)
- Высшие награды престижных международных конкурсов циркового искусства («Золотого клоуна» в 1984 году в Монте-Карло ему вручал принц Монако, циркового «Оскара» в 1990 году в Лос-Анджелесе (США) — звезда Голливуда Кирк Дуглас, «Платиновую звезду» в 1992 году в Вероне (Италия) — Джина Лоллобриджида[2]).
- 12 августа 2017 года на Аллее звезд Большого Московского государственного цирка была открыта именная звезда Тамерлана Нугзарова[7].

## Семья
- Отец — Темирсолт Хабриев;
- Отчим — Нугзаров Казбек Борисович (1905—1979), цирковой наездник;
- Мать — Дзугутова Зинаида Харитоновна (1925);
- Супруга — Авдеева Светлана Константиновна (1941—2022), гимнастка, акробатка, эквилибристка, наездница, заслуженная артистка РСФСР, заслуженная артистка Чечено-Ингушской АССР;
- Сын Авдеевой Юрий Юрьевич Ермолаев (р. 17.12.1972, скончался от сердечного приступа в 2002 году во время гастролей в Берлине), цирковой наездник;
  - Внук — Даниил (1994);
- Сын — Нугзаров Тамерлан Тамерланович (19.04.1979), цирковой наездник, заслуженный артист России;
  - Внук — Нугзаров Тимур Тамерланович (17.04.2010).

Сын Тамерлан по материнской линии является представителем пятого поколения цирковой династии. Родители посадили его в седло в шесть месяцев. В два года он уже скакал галопом. В одиннадцать он получил приз на детском цирковом конкурсе в Вероне.

## Интервью
- Пентин М. Тамерлан Нугзаров: «С Никулиным цирк был бы совсем другим» Архивная копия от 3 июля 2020 на Wayback Machine — сентябрь 2018.
- Литвиненко Ю. Тамерлан Нугзаров: Если цирк вам не понравится, я верну деньги Архивная копия от 3 июля 2020 на Wayback Machine — сентябрь 2018.
- Хоружая М. Тамерлан Нугзаров: «Лошади узнают меня по шагам!» Архивная копия от 30 июня 2020 на Wayback Machine — август 2018.
- Беляков М. «Секрет бессмертия» Народного артиста РФ Тамерлана Нугзарова Архивная копия от 24 сентября 2016 на Wayback Machine — май 2016.
- Нашталова Н. «Быстрые кони Тамерлана» Архивная копия от 29 июня 2020 на Wayback Machine — сентябрь 2015.

## Фильмография
- 1970 — Бег — эпизод в цирке
- 1972 — Карнавал — джигиты Нугзаровы
- 1980 — О бедном гусаре замолвите слово